# لائحة النقاط الثماني
لائحة الثماني نقاط للمركز ( (بالصينية: 中央八项规定) ) هي مجموعة من اللوائح المنصوص عليها من قبل شي جين بينغ، الأمين العام للحزب الشيوعي الصيني. تم الإعلان عنها لأول مرة في 4 ديسمبر 2012، في اجتماع للمكتب السياسي للحزب الشيوعي الصيني. كانت هذه اللوائح تهدف إلى غرس المزيد من الانضباط بين أعضاء الحزب، وتقريب الحزب من الجماهير. في الواقع، يدعو أعضاء الحزب ومسؤوليه على وجه الخصوص إلى "القيام بعمل حقيقي، وقول أشياء حقيقية"، وفهم الوضع العملي على الأرض. يسعى إلى معالجة ثقافة الامتياز التي تغلغلت في المسؤولين الصينيين خلال حكم أسلافه.

## نقاط اللائحة
1. يجب على القادة الحفاظ على اتصال وثيق مع القواعد الشعبية. يجب أن يفهموا الوضع الحقيقي الذي يواجه المجتمع من خلال زيارات متعمقة على مستوى القاعدة. يجب تركيز مزيد من الاهتمام على الأماكن التي تكون فيها المشاكل الاجتماعية أكثر حدة، ويجب إجراء جولات التفتيش بشكل أكثر شمولاً. يجب حظر الجولات التفتيشية التي هي مجرد إجراء شكلي. يجب على القادة العمل والاستماع إلى الجمهور والمسؤولين من المستوى الأدنى ؛ يجب معالجة المشاكل الأكثر عملية التي تواجه الناس العاديين. بالنسبة للزيارات الرسمية، يجب ألا تكون هناك لافتة ترحيب ولا سجادة حمراء ولا تنسيق زهور أو حفلات استقبال كبيرة.
2. ينبغي تنظيم الاجتماعات والأحداث الكبرى بصرامة وتحسين كفاءتها. لا يُسمح لأعضاء المكتب السياسي بحضور احتفالات قص الشريط أو وضع حجر الأساس أو الاحتفالات والندوات، ما لم يحصلوا على موافقة من اللجنة المركزية. يجب أن تكون الاجتماعات الرسمية مختصرة، وأن تكون محددة ومحددة، وأن تكون خالية من الأحاديث الفارغة والثرثرة.
3. تقليص إصدار الوثائق الرسمية.
4. ينبغي ترتيب زيارات المسؤولين للدول الأجنبية فقط عند الضرورة القصوى، مع عدد أقل من الأعضاء المرافقين ؛ في معظم المناسبات، ليست هناك حاجة لتعبئة حفل استقبال من قبل المغتربين الصينيين والمؤسسات والطلاب في المطار.
5. يجب أن يكون هناك عدد أقل من الضوابط المرورية عندما يسافر القادة بالسيارة لتجنب الإزعاج غير الضروري للجمهور.
6. يجب أن تسعى وسائل الإعلام إلى تقليل عدد التقارير الإخبارية المتعلقة بأعضاء المكتب السياسي وعملهم وأنشطتهم. يجب أن تسعى وسائل الإعلام أيضًا إلى تقليل مقدار الوقت الذي تقضيه في هذه المقالات الإخبارية وتقليل نطاقها. يجب الإبلاغ عن مثل هذه القصص فقط بناءً على احتياجات العمل وقيمة الأخبار والتأثير الاجتماعي المحتمل.
7. يجب على القادة عدم نشر أي أعمال بأنفسهم أو إصدار أي رسائل تهنئة باسمهم ما لم يتم الاتفاق مع السلطات المركزية. يجب حجب المستندات الرسمية التي لا تحتوي على الكثير من المحتوى الهادف وبدون أهمية فعلية كبيرة. كما يتم تقييد المطبوعات المخصصة لعمل وأنشطة كبار المسؤولين.
8. يجب على القادة التدرب على التوفير والالتزام الصارم باللوائح ذات الصلة بالسكن والسيارات.